# Zygophyllum neglectum
Zygophyllum neglectum är en pockenholtsväxtart som beskrevs av V.I. Grubov. Zygophyllum neglectum ingår i släktet Zygophyllum och familjen pockenholtsväxter. Inga underarter finns listade i Catalogue of Life.